# Bataille de Hòa Bình
Guerre d'Indochine
Batailles
- Opération Masterdom
- Bataille de Hanoï
- Opération Léa
- Bataille de Phu Tong Hoa
- Bataille de la RC 4
- Bataille de Vĩnh Yên
- Bataille de Mao Khê
- Bataille de Nghia Lo
- Bataille de Hòa Bình
- Opération Lorraine
- Bataille de Na San
- Bataille de Muong Khoua
- Opération Atlante
- Opération Camargue
- Opération Hirondelle
- Opération Brochet
- Opération Mouette
- Opération Castor
- Bataille de Diên Biên Phu
- Opération D
- Bataille du col de Mang Yang
- Extension au Laos

La bataille de Hòa Bình  engagement militaire de la guerre d'Indochine Après la série de victoires défensives des premiers mois de 1951, le commandement français du général Jean de Lattre de Tassigny cherche à reprendre l'offensive. Après la victoire française à la bataille de Đông Triều , de Lattre avait élaboré un plan pour tester sa stratégie offensive.
Hòa Bình , capitale du peuple Muong , située à 62 kilomètres (39 mi) de Hanoï , est choisie par le général de Lattre pour l'offensive. Hòa Bình était une zone d'importance stratégique pour de nombreuses raisons. Pour les Việt Minh, le contrôle de Hòa Bình leur permettrait la libre circulation dans les vallées au nord de Hanoï ainsi que l'acheminement du ravitaillement militaire. Le plan de De Lattre était de prendre Hòa Bình, où les divisions régulières de Giáp seraient forcées d'affronter la puissance de feu française supérieure et seraient finalement détruites.
Lors de cet affrontement Giap va engager sans succès trois de ses divisions (DD 304, 308 et 312) pour conquérir Hoa Binh. Finalement, en février 1952, le général Salan, qui vient de remplacer de Lattre à la tête des troupes de l'Indochine, décide d'évacuer Hòa Bình qui monopolise trop de troupes (un tiers des effectifs du Tonkin) afin de les utiliser dans le delta.

## Contexte
La ligne de fortification du delta est en cours d'achèvement et l'Armée de la République vietnamienne est en constitution à la suite de la mobilisation générale décidée par Bao Daï et à l'arrivée des premiers matériels américains. De Lattre est à la tête de l'Indochine depuis près d'un an et ses victoires successives ont permis de rétablir le moral de l'armée. À chaque fois cependant les combats sont à l'initiative du Vietminh qui n'hésite plus à engager ses divisions dans des attaques massives depuis son succès sur la RC4 en octobre 1950.
Sous la poussée du gouvernement qui doit voter le budget de l'Indochine fin décembre, de Lattre a besoin d'une victoire offensive rapide et spectaculaire. Après quelques hésitations sur le lieu, son choix se porte sur Hoa Binh, la capitale des Muong. Cette région est un carrefour important de ravitaillement des Vietminh entre la Chine et Thanh Hoa au nord de l'Annam. Outre le côté stratégique que présente ce nœud d'approvisionnement et d'infiltration du delta tonkinois, Hoa Binh est une région de jungle et de montagne propice aux techniques de combat du Vietminh ce qui permet de s'assurer qu'il s'engagera. De plus, même si la zone n'est pas adaptée aux manœuvres des grandes unités franco-vietnamiennes, elle est proche d’Hanoï et de son aviation et peut-être atteinte par voie fluviale via la rivière Noire.

## Déroulement des combats

### OpérationTulipe
L'objectif de cette première opération, mise au point par le général de Linarès, est de s'emparer de la trouée de Cho Ben l'une des voies d'infiltration du Vietminh dans le delta. Il s'agit d'une action combinée de troupes aéroportées et de forces terrestres.
Le 10 novembre 1951, tandis que le 1er BEP est parachuté directement sur la ville, 4 groupements convergent en tenaille vers l'objectif. Le groupement blindé de De Castries chemine par la RP 21 du nord vers le sud, le GM2 du colonel Clément, renforcé par le 1er BPC et le commando Vandenberghe, et le GM7 du colonel Dodelier sont respectivement au centre et à l'ouest du dispositif. Le GM3 de Vanuxem quant à lui protège le sud du dispositif.
En face, la résistance est symbolique. Le soir même les troupes françaises ont atteint leurs objectifs : la RP 21 est dégagée et la ville de Cho Ben est conquise.

### OpérationLotus
3 jours après la prise de Cho Ben, de Lattre lance l'opération Lotus afin de s'emparer d'Hòa Bình son objectif principal. Le soir du 13 novembre, le GM1, qui constitue le groupement nord, s'élance en direction de Tu Vu en contournant par le nord le mont Bavi puis en redescendant via la vallée de la rivière Noire. Dans le même temps, le groupement sud du colonel Clément, avec en tête les 2 bataillons muong de Vanuxem, progresse sur la RC6 en direction d'Hòa Bình. Entre les deux groupes le GM2 doit assurer la liaison.
L'opération aéroportée a lieu le 14 novembre. Trois bataillons de parachutistes sont largués directement sur l'objectif : le 2e BPC, le génie et l'artillerie à 12 h 30, le 1er BPC à 14 h 30 et enfin le 7e BPC à 17 h 30.
Hoa Binh est conquise sans difficulté le jour même et la liaison avec les Muongs du GM3 est établie dans la soirée. Le 15 novembre, l'ensemble des objectifs est atteint. De Lattre, satisfait de l'opération, réuni les journalistes et annonce : « J'ai saisi l'ennemi à la gorge ». Le 19 novembre Il se rend à Hòa Bình pour rencontrer une dernière fois ses soldats avant de rejoindre pour raison de santé la métropole.
L'ensemble des 2 opérations a fait 608 morts côté vietminh et 8 morts côté français.

### Les combats de la rivière Noire
La défense de Hòa Bình est confiée au colonel Vanuxem et son GM3. Un camp retranché est installé sur la ville tandis que les deux axes de communication, la RC6 et la rivière Noire, sont protégées par des postes tenus respectivement par des éléments des GM2 et GM7.
De Lattre avait raison, Giap ne peut laisser les français occuper « une position stratégique importante » qui coupe « les communications entre le Viêt-bac et la IIIe interzone ». Le 21 novembre, le général Võ Nguyên Giáp décide de faire face aux Français en ordonnant à ses 304e, 308e et 312e divisions de quitter la rivière Rouge. Les deux divisions reçoivent l'ordre de se diriger vers les lignes de communication françaises menant à Hòa Bình.
Les bases françaises d'Ap Da Chong, Ap Phu To, Dan The, La Phu, Rocher Notre-Dame, Xom Bu et Tu Vu sont les premiers objectifs des divisions régulières du général Giáp . Les 304e et 312e divisions sont en position d'isoler Ap Da Chong et de couper les lignes de communication françaises et d'isoler ou d'éliminer les points forts. En raison de l'accumulation des forces du Việt Minh dans la région, des éléments du 1er BPC reçoivent l'ordre de renforcer Thu Phap.
Entre le 10 et le 14 décembre, de violents affrontements ont lieu entre l'Union française et les forces du Việt Minh. Le 88e régiment du Việt Minh s'en prend d'abord à Tu Vu mais est repoussé par deux compagnies marocaines appuyées par des chars. Les 165e et 209e régiments de la 312e division du Việt Minh s'infiltrent ensuite à Ba Tri et Ba Vì, où ils font face au Groupe mobile 4. Le 5e BPC, appuyé par des chars Sherman, est envoyé pour éliminer le Việt Minh. Une compagnie du 5e BPC tombe cependant dans une embuscade tendue par le 165e régiment et subit de lourdes pertes.
Le 11 janvier 1952, le général de Lattre décède à l'hôpital militaire de Neuilly des suites d'un cancer. Au même moment, Võ Nguyên Giáp commença à concentrer ses troupes sur Hòa Bình et la Route coloniale 6, tandis que les 304e, 308e et 312e divisions étaient redéployées avec de nouveaux renforts.
À partir de la fin de 1951, les services de renseignements militaires français remarquèrent l'intensification de la présence du Việt Minh autour de la Route coloniale 6. Le Việt Minh ne fit pas mystère de sa présence, car il attaqua régulièrement les convois français et mena des attaques de sapeurs sur les positions françaises. Le nouveau commandant des forces de l'Union française, le général Gonzales de Linares, prévoyait de reprendre la Route coloniale 6 morceau par morceau.
Entre le 10 et le 29 janvier, les armées de l'Union française réussirent à libérer Dong Ben, Xom Pheo, Bai Lang, Xuan Mai, le col de Kem et Ao Trach sous une forte pression du Việt Minh. À chaque fois, les forces françaises s'appuient sur l'artillerie et l'appui aérien rapproché pour infliger des dégâts au Việt Minh. Le 30 janvier, le Việt Minh reprend l'offensive à Suc Sich, où il affronte une compagnie du 8e BPC.

### OpérationsAmaranteetArc-en-Ciel
Le 5 février le général Salan, en accord avec le Haut-commissaire Letourneau, décide de l'évacuation du camp retranché. En fait elle était envisagée depuis le 17 Janvier. Les trois buts fixés au départ étaient atteints : dégager Hòa-Bình, fixer le corps de bataille Vietminh et user sa force vive.
Du 14 au 22 février le GM1 nettoie et occupe le massif boisé à l'est de la RC6 entre Xom Pheo et Ben Ngoc. L'objectif annoncé de cette manœuvre était de souder fortement le dispositif de la RC6 à celui d'Hòa-Bình. En fait il s'agissait d'installer en face du camp un dispositif de protection pour le franchissement de la Rivière Noire, phase la plus périlleuse du repli. Ce fut l'opération Amarante qui se déroula sans réaction de l'ennemi excepté une attaque nocturne le 17 février contre un point d'appui nouvellement installé sur le piton des Bambous.
Salan était maintenant en mesure de lancer la seconde phase de l’évacuation, l'opération Arc-en-ciel. Le retrait français commença le 22 février à 19 :00 et incluait une ouverture temporaire de la Rivière Noire jusqu’à Hoa Binh. Tout au long de la nuit une quantité énorme de matériel  fut déménagée et à l’aube (le 23), les troupes françaises, sous une couverture d’artillerie et d’appui aérien, commencèrent à traverser la Rivière Noire vers Xom Pheo et vers Hanoï. Le VM réalisa bientôt qu’une opération d’évacuation était en cours et à partir de cet instant l’évacuation se transforma en bataille et les unités françaises reculèrent par bonds sur la RC6 afin de traverser la Ligne de Lattre (ligne de défense installée en 1950). Le 24 février la 13eme DBLE  (en arrière-garde) se fraya un passage et traversa la Ligne de Lattre à Xuan Mai.
Bien qu’aucune des actions n'eurent pour résultat des pertes insupportables, les pertes continuelles de l’offensive sur Hoa Binh s’avéra aussi coûteuse que l’opération le long de la ligne de crêtes de Cao Bang en 1950. Les français eurent 436 tués, 2060 blessés et 458 disparus, tandis que le VM affichait 3500 tués, de 7500 à 8000 blessés et 307 prisonniers.

## Les forces en présence

### Forces françaises
- 1er BEP
- 1er BPC
- 2e BPC
- 5e BPC
- 7e BPC
- 13eme DBLE

### Forcesviệt minh
304e, 308e et 312e divisions.

## Lexique
- BAPN : base aéroportée nord.
- BEP : bataillon étranger de parachutistes, ancêtre des REP.
- BPC : bataillon de parachutistes coloniaux, ancêtre des RPIMa.
- GM : groupes mobiles constitués de bataillons d'infanterie, de groupes d'artillerie, d'éléments du génie et de transport.
- DD : dai đoàn, brigade vietminh. Terme souvent conservé pour les divisions (sư đoàn)
- RP21 : route provinciale no 21, appelée également route des concessions.
- RC6 : route coloniale no 6.
- TD : trung đoàn, régiment vietminh, constitués de 4 bataillons (tiểu đoàn).

## Sources et bibliographies
- Jacques Dalloz (préf. Bernard Droz), Dictionnaire de la guerre d'Indochine : 1945-1954, Paris, Armand Colin, coll. « Dictionnaire », 2006, 282 p. (ISBN 978-2-200-26925-8, BNF 40126249).
- René Bail (rédaction et photos), Raymond Muelle (rédaction et photos) et al. (préf. Raymond Muelle), Guerre d'Indochine : 1945-1954, Paris, Trésor du patrimoine, coll. « Reportages de guerre », 2004, 200 p. (ISBN 978-2-915-11810-0 et 978-2-912-51127-0).
- Collectif, Histoire des parachutistes français, Société de Production Littéraire, 1975.
- général Vo Nguyên Giap et Huu Mai (trad. Nguyên Van Su), Mémoires 1946-1954, t. 2 : Le chemin menant à Diên Biên Phu, Fontenay-sous-Bois, France, Editions Anako, coll. « Grands témoins », 2003, 303 p. (ISBN 978-2-907-75489-7).
- Général Yves Gras, Histoire de la guerre d'Indochine, Paris, Plon, 1979, 592 p. (ISBN 978-2-259-00478-7).
- Général Raoul Salan, Mémoires - Fin d'un empire Tome 2 Le Viêt-minh mon adversaire - octobre 1946 - octobre 1954, Presses de la Cité, 1971.